# Əliabbas Rzazadə
Əliabbas Rzazadə (Rüdəkənar, 21 maggio 1998) è un lottatore azero, specializzato nella lotta libera.

## Biografia
Compete nella categoria dei -57 kg.

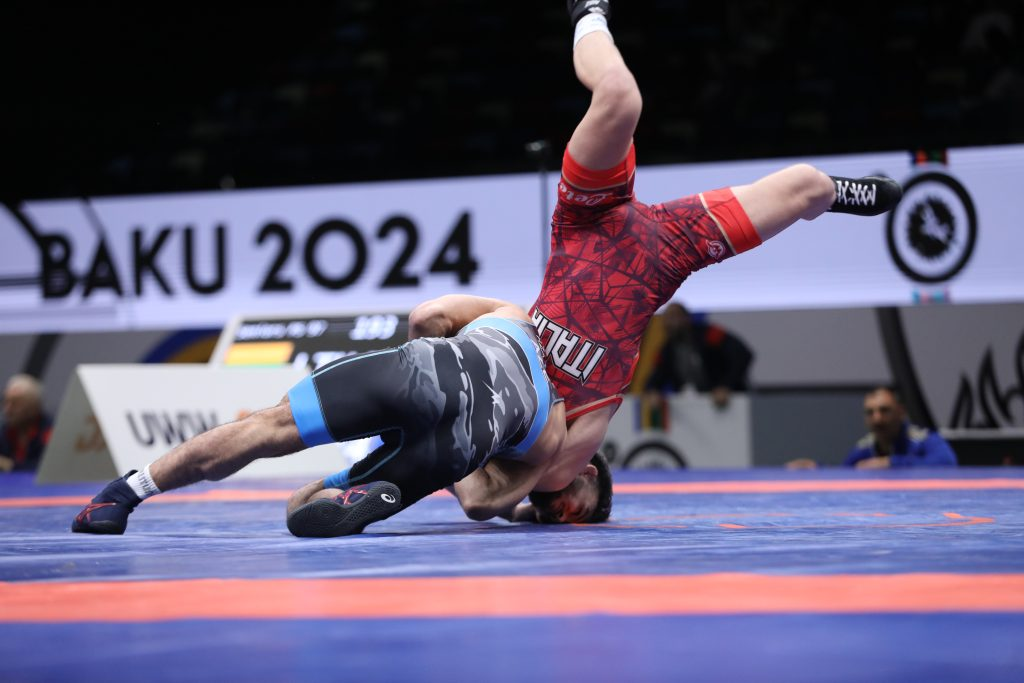
Simone Piroddu (in rosso) con Əliabbas Rzazadə nel torneo europeo di qualificazione olimpica del 2024.

È stato campione continentale agli europei di Zgabria 2023 e vicecampione a quelli Budapest 2022.
Ha rappresentato l'Azerbaigian ai Giochi olimpici estivi di Parigi 2024, in cui è stato eliminato dal uzbeko Gulomjon Abdullaev nel torneo dei -57 kg.

## Palmarès
| Anno | Manifestazione                    | Sede     | Evento | Risultato | Note |
| ---- | --------------------------------- | -------- | ------ | --------- | ---- |
| 2016 | Europei junior                    | Bucarest | 50 kg  | Bronzo    |      |
| 2016 | Mondiali junior                   | Mâcon    | 50 kg  | Bronzo    |      |
| 2018 | Europei junior                    | Roma     | 57 kg  | Bronzo    |      |
| 2018 | Mondiali junior                   | Trnava   | 57 kg  | 8º        |      |
| 2021 | Europei U23                       | Skopje   | 57 kg  | Argento   |      |
| 2021 | Mondiali U23                      | Belgrado | 57 kg  | Oro       |      |
| 2022 | Europei                           | Budapest | 57 kg  | Argento   |      |
| 2022 | Giochi della solidarietà islamica | Konya    | 57 kg  | Bronzo    |      |
| 2022 | Mondiali                          | Belgrado | 57 kg  | 13º       |      |
| 2023 | Europei                           | Zagabria | 57 kg  | Oro       |      |
| 2023 | Mondiali                          | Belgrado | 57 kg  | 14º       |      |
| 2024 | Giochi olimpici                   | Parigi   | 57 kg  | 11º       |      |